# Cudos
Cudos – miejscowość i gmina we Francji, w regionie Nowa Akwitania, w departamencie Żyronda.
Według danych na rok 1990 gminę zamieszkiwało 519 osób, a gęstość zaludnienia wynosiła 15 osób/km² (wśród 2290 gmin Akwitanii Cudos plasuje się na 700. miejscu pod względem liczby ludności, natomiast pod względem powierzchni na miejscu 228.).